# بیا مخ اون دخترهای انگلیسی را بزنیم
بیا مخ اون دخترهای انگلیسی را بزنیم (انگلیسی: À nous les petites Anglaises) یک فیلم در ژانر کمدی رمانتیک و داستان بلوغ به کارگردانی میشل لانگ است که در سال ۱۹۷۶ منتشر شد.